# Škoda CityElefant
Škoda CityElefant – piętrowy elektryczny zespół trakcyjny produkowanych od 1997 w zakładach Škoda Vagonka dla Kolei Czeskich, Litewskich, Słowackich oraz Ukraińskich. W podstawowej wersji jednostka składa się z trzech wagonów (silnikowy, doczepny, sterowniczy), zostały wyprodukowane jednak również zestawy składające się z dwóch (brak wagonu doczepnego), a także sześciu (silnikowy, cztery wagony doczepne, silnikowy) wagonów.

## Historia
Podstawą kolei czechosłowackich na początku lat 90. były wysłużone i nienowoczesne serie 451 i 452. Pojazdy te były dostarczane w latach 1964-1968 oraz 1972-1973. 
Produkcję jednostek CityElefant rozpoczęto w 1995/96 w zakładach ČKD Vagonka w Studénce (w 2001 ČKD Vagonka przeniosła się do Ostrawy) w wersji trójczłonowej (wagon o oznaczeniu 971 to sterujący, 071 środkowy, doczepny, natomiast 471 silnikowy). Koleje Czeskie zakupiły te jednostki dopiero w 2000. Producent liczył, że znajdzie nabywców w Europie Środkowo-Wschodniej, szczególnie w Polsce. Pojazdy te odbywały nawet testy na polskiej sieci kolejowej w 19-21 maja 2004. Priorytetem PKP, a później samorządów były wówczas lekkie pojazdy spalinowe.
Nazwa CityElefant została wybrana w wyniku konkursu. W konkursie pojawiły się również propozycje: ešus (menażka – tu gra słów: typowa menażka jest trzyczęściowa i zrobiona z aluminium, a EZT serii 471 składa się z trzech wagonów wykonanych z aluminium), ledovec (lodowiec) oraz hliník (aluminium, glin).
W styczniu 2005 zakłady ČKD Vagonka zostały wykupione przez Škodę, co 26 marca 2008 poskutkowało zmianą nazwy zakładów na Škoda Vagonka.

## Konstrukcja

### Skład
Jednostka jest dwu-, trój- lub sześciowagonowa, dwupokładowa. Standardową wersją jest wersja trójczłonowa składająca się z wagonu silnikowego (oznaczenie ČD 471) wagonu doczepnego (oznaczenie ČD 071) oraz wagonu sterowniczego (oznaczenie ČD 971). Wersja dwuczłonowa nie ma wagonu doczepnego natomiast wersja sześcioczłonowa posiada dwa wagony silnikowe na krańcach oraz cztery wagony doczepne w środku składu. Składy można jednak łączyć w inne konfiguracje pod warunkiem zachowania odpowiedniej mocy składu. Z jednego stanowiska można sterować maksymalnie czterema wagonami silnikowymi.

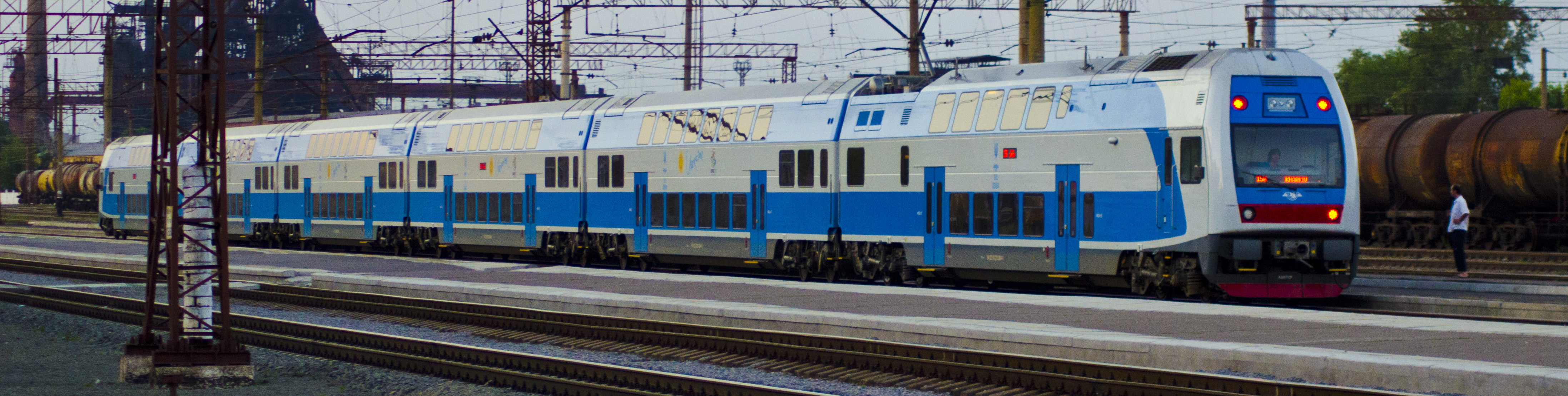
Seria 675 (wersja sześcioczłonowa)

### Podwozie i układ jezdny

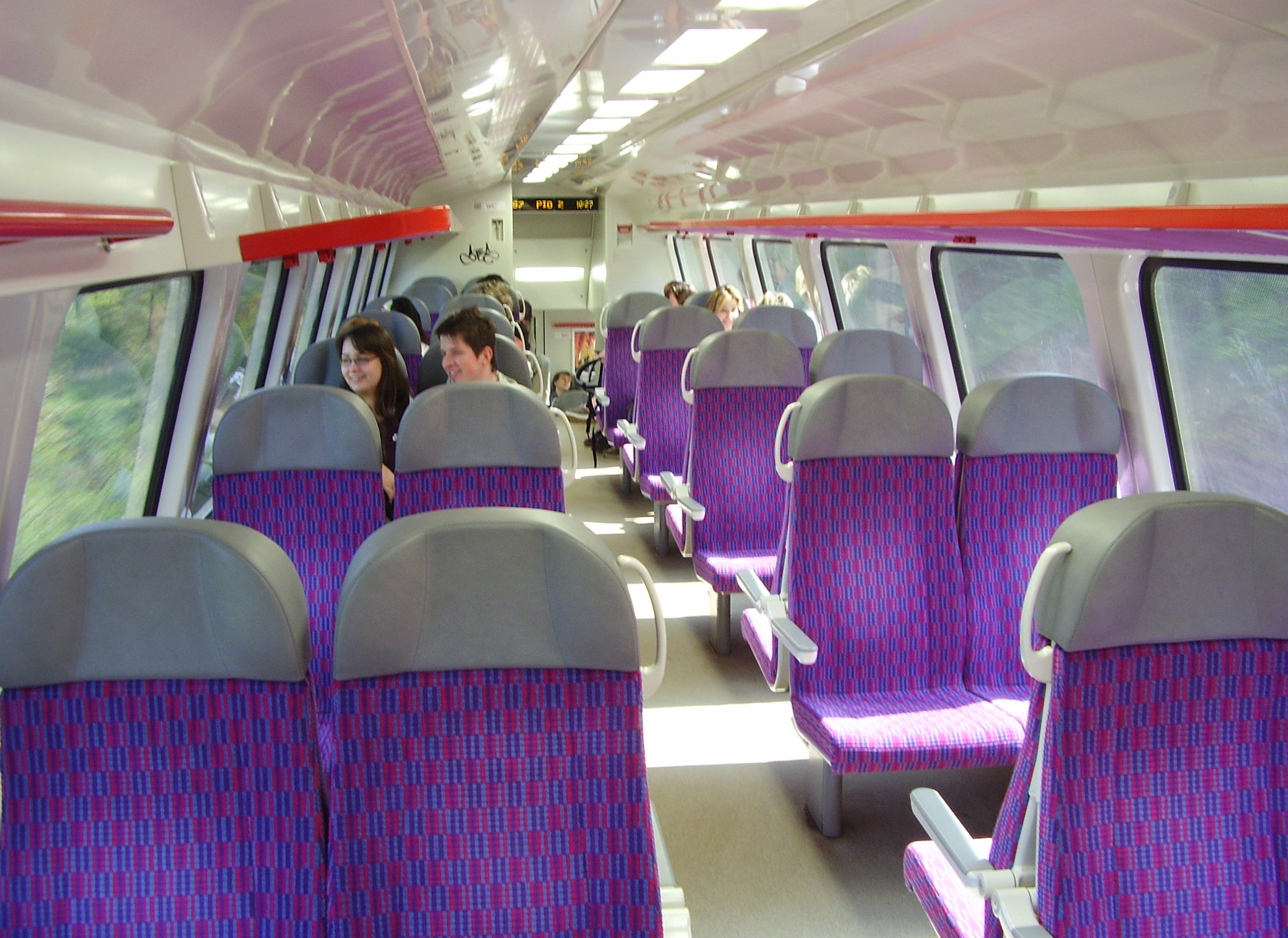
Górny pokład drugiej klasy w wersji czeskiej

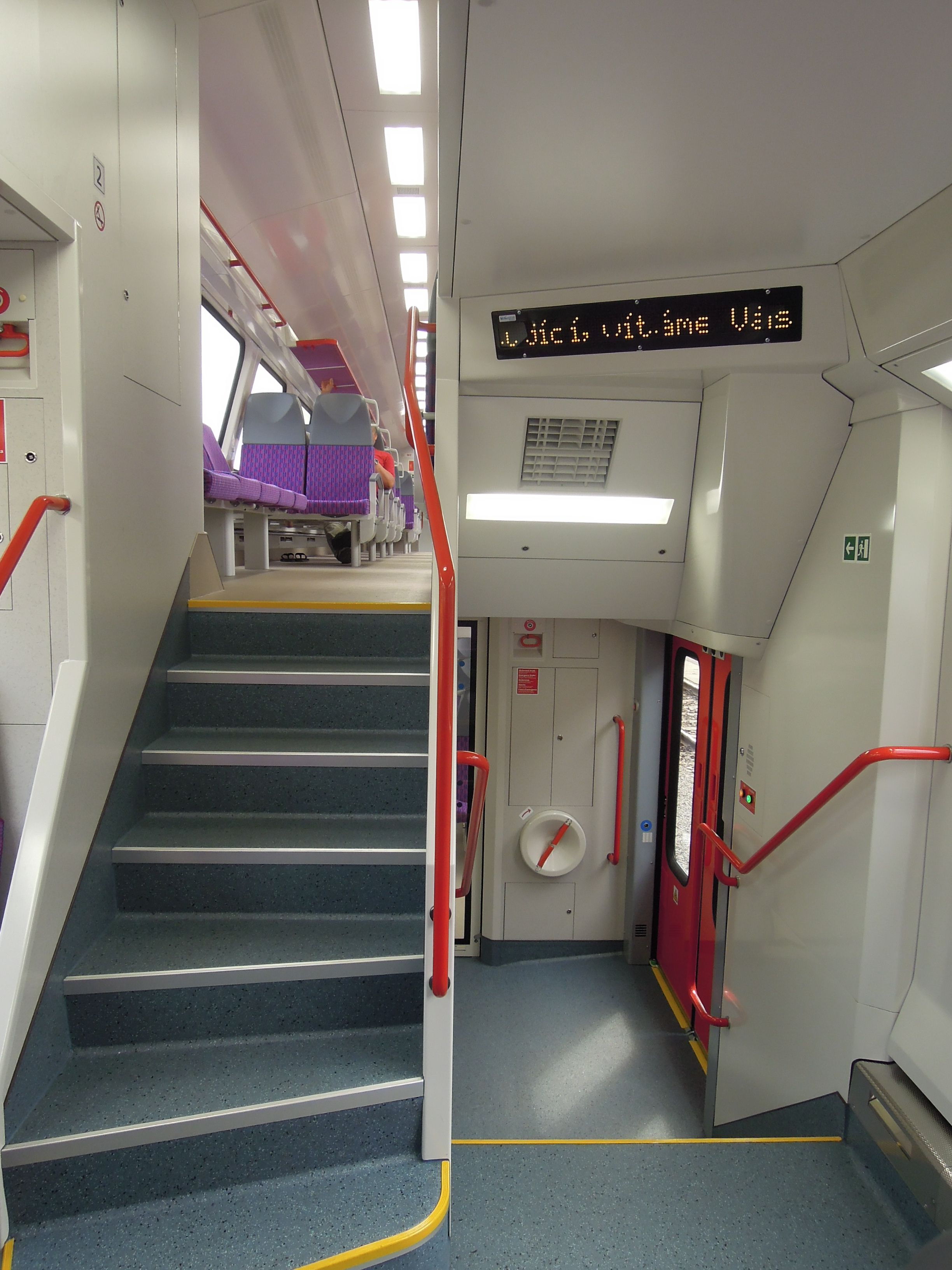
Schody

Każdy wagon opiera się na dwóch dwuosiowych wózkach. W wagonach silnikowych są to wózki napędne, natomiast w pozostałych toczne. Wagony wyposażone są w hamulce pneumatyczne, wagon silnikowy dodatkowo posiada hamulec elektrodynamiczny. W wózkach tocznych hamulce znajdują się na osi, natomiast w wagonach silnikowych na przedłużeniu osi. W każdym wagonie jeden wózek ma dodatkowo magnetyczny hamulec szynowy.

### Silniki i układ napędowy
Jednostka jest napędzana za pomocą 4 silników asynchronicznych znajdujących się w wózkach członu silnikowego. Łączna moc silników trakcyjnych jednego członu silnikowego wynosi 2000 kW Pozwala to na rozpędzenie składu w zależności od wersji do 140 lub 160 km/h.

### Pudło wagonów i wnętrze
Pudło wagonów zostało wykonane z wytłaczanych wielkopowierzchniowych elementów aluminiowych. Wewnątrz trójwagonowej wersji znajduje się albo 307 miejsc wyłącznie drugiej klasy albo 287 lub 281 miejsc klasy 2 oraz 23 klasy 1. Wersja litewska wyposażona jest w Wi-Fi, gniazdka elektryczne do komputerów i automaty sprzedające napoje. Wnętrze jest klimatyzowane i monitorowane Pudła wersji litewskiej są zbudowane według węższej skrajni europejskiej co powoduje, że w składzie pozostał tradycyjny układ wnętrza a jedyną zmianą w pudle jest czoło, które ma rozmieszczenie świateł zgodne z przepisami litewskimi, miejsca montażu z wersji czeskiej zostały zaślepione. Natomiast pudła w wersji ukraińskiej są wyższe (została jednak zachowana szerokość) co powoduje inne rozplanowanie górnego pokładu.

## Eksploatacja
| Państwo  | Przewoźnik                      | Liczba  | Oznaczenie                    | Liczba członów | Źródło                    |
| -------- | ------------------------------- | ------- | ----------------------------- | -------------- | ------------------------- |
| Czechy   | České dráhy                     | 83      | 471+071+971                   | 3              | [ 3 ] [ 4 ]               |
| Litwa    | Lietuvos Geležinkeliai          | 10 z 13 | 575 (211+444+307)             | 3              | [ 4 ] [ 9 ] [ 10 ] [ 11 ] |
| Litwa    | Lietuvos Geležinkeliai          | 10 z 13 | 575 (211+307)                 | 2              | [ 4 ] [ 9 ] [ 10 ] [ 11 ] |
| Słowacja | Železničná spoločnosť Slovensko | 19      | 671+071+971                   | 3              | [ 12 ]                    |
| Słowacja | Železničná spoločnosť Slovensko | 10      | 951+?+?                       | 3              | [ 13 ]                    |
| Ukraina  | Koleje Ukraińskie               | 2       | 675 (225+227+227+227+227+225) | 6              | [ 4 ]                     |

### Czechy

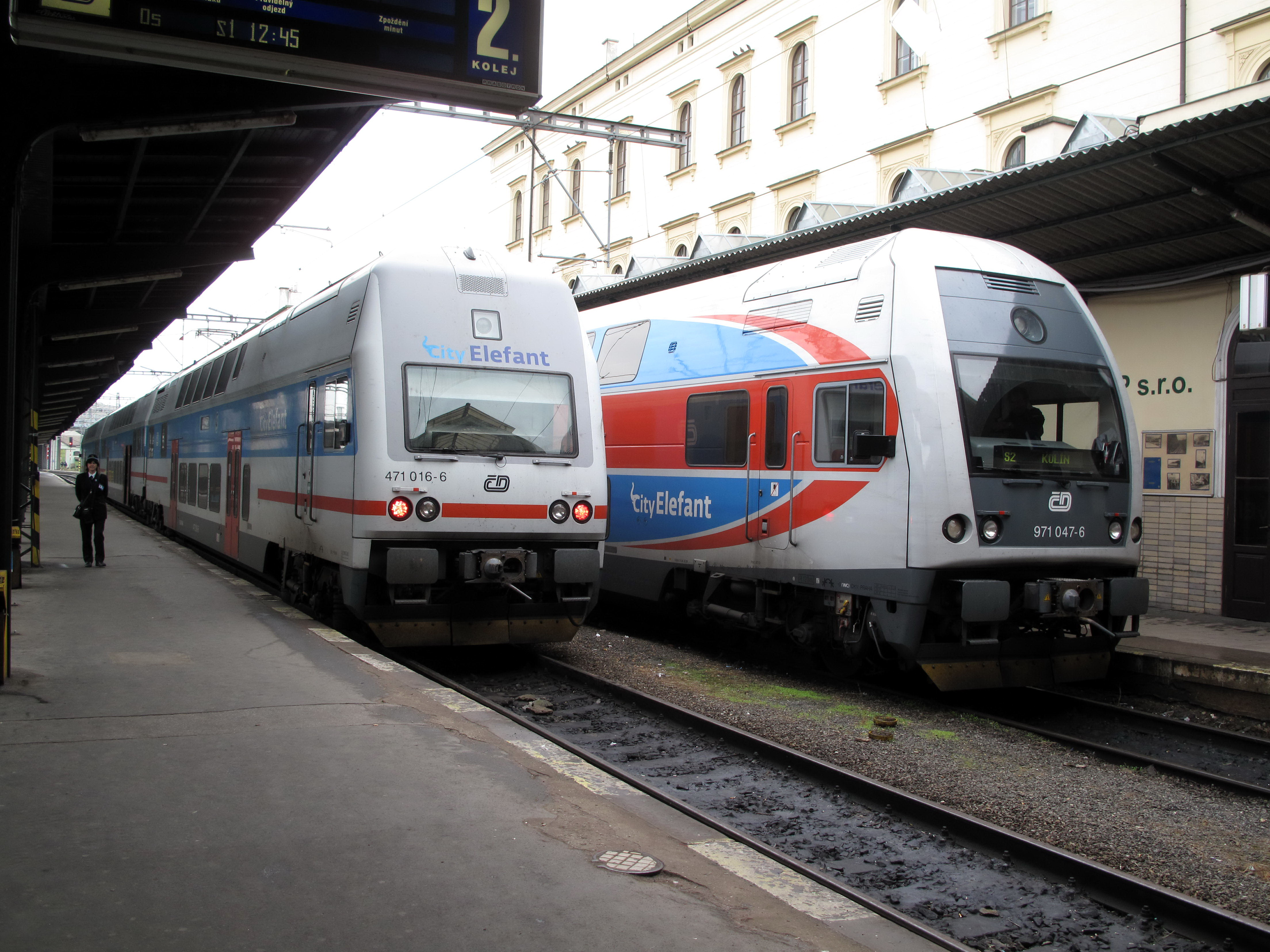
Seria 471 w dwóch różnych malowaniach

Pierwsze składy CityElefant Českie Drahy kupiły w 2000. Wówczas to kupiono 30 EZTów, pracujących pod napięciem 3kV prądu stałego, w dwóch partiach. Pierwsze 15 odebrano w 2005, natomiast druga partia 15 zespołów została odebrana w 2008. W 2006 podpisano umowę na dostawę kolejnych 30 zestawów. W 2009 dokupiono kolejne 15 jednostek. Spowodowało to, że do 2009 zamówione zostało 75 CityElefantów. Ostatnia umowa została zawarta w 2012 na kolejne 8 sztuk. 
Na sieci ČD jednostki serii 471 obsługują głównie węzeł praski, gdzie początkowo obsługiwały tylko ruch podmiejski. Pod koniec 2006, ze względu na zakończenie modernizacji linii Ostrava-Svinov – Opava východ, dwa EZT tej serii zostały oddelegowane do obsługi tej linii, gdzie pracowały razem z wysłużonymi jednostkami serii 460. Pojazdy te zostały nazwane od miast, pomiędzy którymi kursują: Opawa i Ostrawa. Z czasem pojazdy te zaczęły kursować w ruchu regionalnym również w innych częściach Czech, szczególnie w węźle ostrawskim. Od 12 kwietnia 2013 również na trasie Děčín – Praga. W połowie 2015 roku CityElefanty rozpoczęły obsługę trasy Mosty u Jablunkova – Ostrava – port lotniczy Ostrawa.

### Litwa

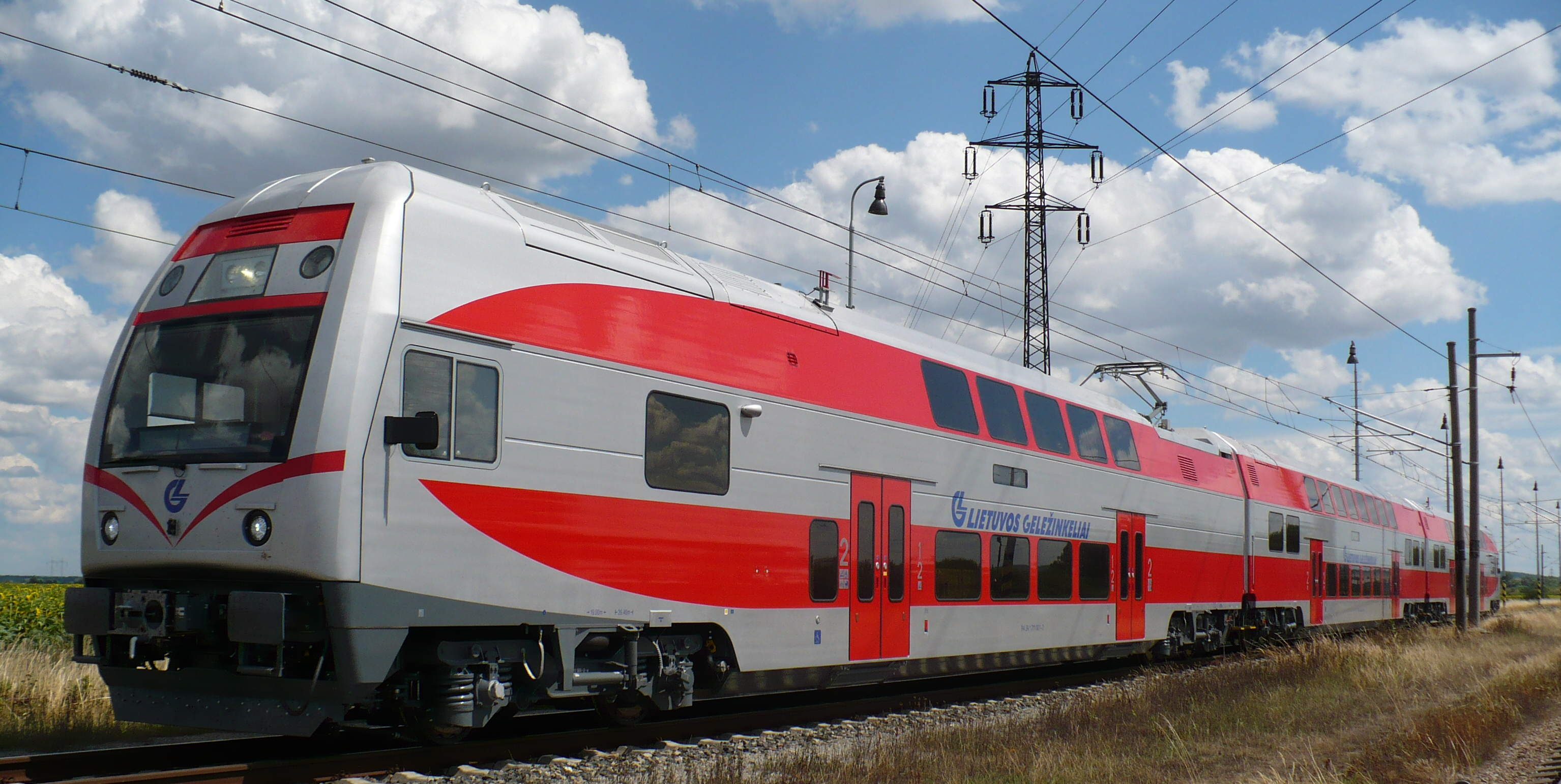
Seria 575

Pierwszym zagranicznym przewoźnikiem, do którego trafiły te jednostki były Lietuvos Geležinkeliai. Škoda eksportowała swoje lokomotywy elektryczne do ZSRR już od lat 50. Lokomotywy te jednak pracowały na terenie Rosyjskiej, Ukraińskiej i Białoruskiej SRR, gdzie trafiły one podczas rozpadu ZSRR.
Koleje Litewskie na początku XXI wieku zaczęły inwestować w nowy tabor, zastępując wyeksploatowany, paliwożerny tabor poradziecki. W 2007 producent podpisał umowę na zakup 2 trójczłonowych szerokotorowych jednostek przystosowanych do pracy pod napięciem 25 kV 50 Hz. Pod koniec 2008 po wykonaniu prób EZT-y zostały dopuszczone do ruchu na litewskiej sieci kolejowej. W październiku 2008 została podpisana umowa na kolejne dwa trójczłonowe pojazdy. Pojazdy te zostały skierowane na jedyną zelektryfikowaną linię kolejową na Litwie, która łączy dwa największe miasta – Wilno i Kowno. W sierpniu 2011 została podpisana umowa na kolejne pięć składów: dwa trójwagonowe oraz trzy dwuwagonowe. We wrześniu 2012 rozszerzono kontrakt o jeszcze jedną – 10. jednostkę. Dostawy zakończono w czerwcu 2014 roku. Na początku grudnia 2014 Litwini zamówili kolejne 3 jednostki.

### Słowacja

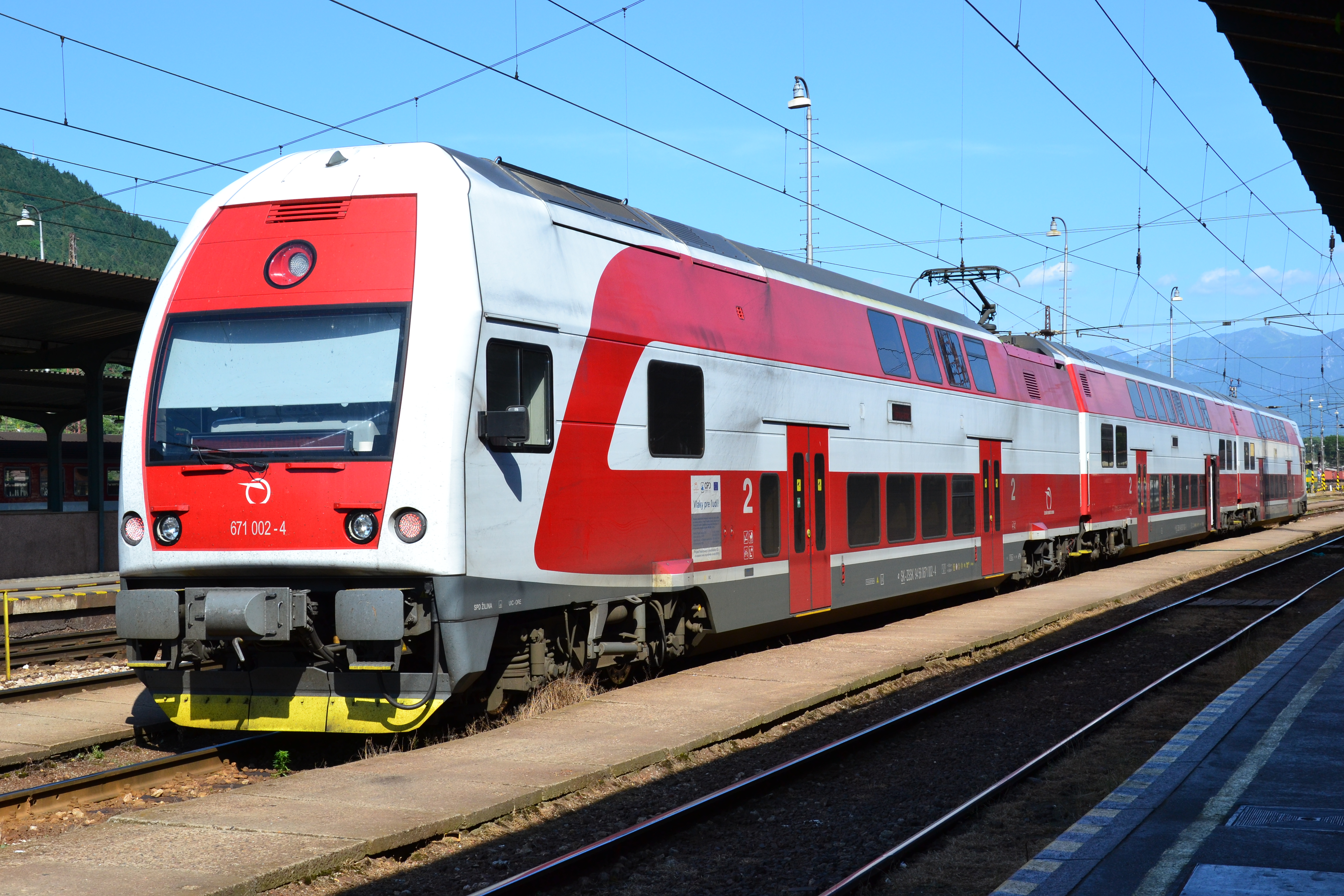
Seria 671

Drugim krajem, do którego CityElefanty były wyeksportowane była Słowacja. Sytuacja kolei na Słowacji była zbliżona do tej, jaka była w Czechach. Dodatkowo Słowacy potrzebowali tabor dwusystemowy pracujący zarówno pod napięciem 3 kV prądu stałego jak i 25 kV 50 Hz. Umowa na zakup 10 pojazdów została podpisana w grudniu 2008. Pierwsze zespoły zostały odebrane w połowie 2010, natomiast dostawy trwały do końca 2012. W grudniu 2010 jednostka otrzymała niezbędne świadectwa dopuszczenia do ruchu na Słowacji. Składy te najczęściej są eksploatowane na liniach węzła žlińskiego oraz koszyckiego, a także na trasie Żylina – Koszyce. Zespoły tej serii są na Słowacji nazywane Jánošík (Janosik). CityElefanty w wersji słowackiej zostały zaprezentowane przez Škodę na targach InnoTrans 2010 w Berlinie.
Słowacy dodatkowo zamówili składy piętrowych pociągów push-pull składające się z wagonu sterowniczego oraz dwóch doczepnych. Takich składów ostatecznie Škoda wyprodukowała w latach 2010-2012 dla Kolei Słowackich 10. Do ich ciągnięcia skierowano lokomotywy serii 381 (2 takie lokomotywy przewoźnik w 2011 kupił od Škoda) oraz zmodernizowane lokomotywy serii 263
W 2013 roku Koleje Słowackie zamówiły 9 kolejnych jednostek, których dostawy zakończono w połowie 2015 roku.

### Ukraina

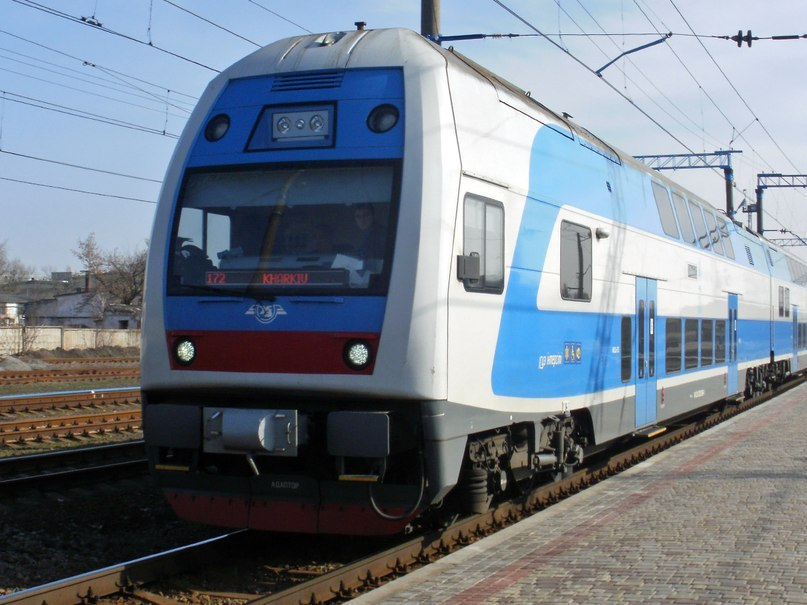
Seria 675

Koleje Ukraińskie zakupiły jednostki CityElefant w ramach przygotowań do Mistrzostw Europy w Piłce Nożnej 2012. Umowa na zakup tych pojazdów została podpisana w styczniu 2012. Pierwszy zespół UZ odebrały w marcu 2012. W przeciwieństwie do pozostałych krajów, Ukraińcy zdecydowali się na zakup sześcioczłonowych jednostek przystosowanych do ruchu dalekobieżnego. Od czerwca 2012 pojazdy te rozpoczęły regularne kursowanie w pociągach Intercity Charków – Donieck – Dniepropietrowsk (obecnie Dniepr) – Charków i Charków – Donieck – Ługańsk – Donieck – Charków. Wersja dla Ukrainy ze względu na klimat kontynentalny charakteryzujący się wyższymi mrozami a także i upałami została wyposażona w lepszą izolację cieplną a także są dwusystemowe ze względu na elektryfikację ukraińskiej sieci zarówno prądem stałym o napięciu 3kV jak i prądem zmiennym 25 kV 50 Hz. W listopadzie 2014 jednostki zostały odstawione ze względu na brak napraw okresowych, pierwsza jednostka na tory powróciła dopiero w lutym 2016, a druga w październiku została poddana naprawie.